# 원숭이손 (소설)
원숭이손(The Monkey's Paw)은 영국 작가 W. W. 제이콥스의 공포 단편 소설이다. 이 이야기는 1902년 하퍼스 먼슬리에 처음 등장했고, 1902년 그의 세 번째 단편집인 더 레이지 오브 더 바지(The Lady of the Barge)에도 재인쇄되었다. 이야기에서는 원숭이손의 소유자에게 세 가지 소원이 이루어지지만 그 소원은 운명을 방해한 데에는 엄청난 대가가 따른다.
이 작품은 이미 1903년부터 연극, 영화, TV 시리즈, 오페라, 소설, 만화 등 다른 매체에 여러 차례 각색되었다. 1915년 Sidney Northcote 감독의 영국 무성영화로 처음 영화화되었다. 현재 분실된 영화에는 루이스 N. 파커(Louis N. Parker)의 1907년 연극에서 주인공 역을 맡은 존 로슨(John Lawson)이 주연을 맡았다.

## 같이 보기
- 의도하지 않은 결과